# Bootsy Thornton
Marvis Linwood "Bootsy" Thornton III (Baltimore, Maryland, 30 de julio de 1977) es un exjugador profesional estadounidense de baloncesto. Mide 195 cm, juega en la posición de escolta, y destacaba por su buena defensa, y por su habilidad en el uno contra uno y en la penetración a canasta.
Es conocido por el apodo de "Bootsy" en honor a Bootsy Collins, músico estadounidense, bajista de James Brown y líder de Funkadelic, conjunto de funk de la década de 1970.

## Trayectoria
Tras acabar la Universidad, se fue a Italia al Pallacanestro Cantú donde permaneció 3 años. En el verano de 2003 participó en la Liga de verano de los Golden State Warriors de la NBA, aunque finalmente no obtuvo plaza en el equipo y continuó su carrera en Europa, fichando por el Montepaschi Siena, donde jugó 2 años al máximo nivel individual y colectivo.
Después de su paso por Italia, Thornton pasó por la Liga ACB, en la temporada 2005-2006 jugó en el FC Barcelona y en la temporada 2006-2007 en el Akasvayu Girona. En su último año en España fue de menos a más, aunque estuvo muy marcado por las lesiones. De hecho ni siquiera pudo disputar los playoffs. Tras acabar su contrato en Gerona, en el verano de 2007 vuelve a la liga italiana, en el Montepaschi Siena.
En la temporada 2007-2008 consiguió destacar en la Euroliga tras ser elegido en el segundo mejor quinteto de la temporada. A nivel colectivo, consiguió la Lega Basket Serie A y la Supercopa.

## Clubes
- Tallahassee CC (Estados Unidos): 1995-1997.
- St. John's University (Estados Unidos): 1997-2000.
- Pallacanestro Cantú (Italia) 2000-2003.
- Montepascchi de Siena (Italia): 2003-2005.
- FC Barcelona (España):2005-2006.
- Akasvayu Girona (España): 2006-2007.
- Montepaschi Siena (Italia): 2007-2008
- Efes Pilsen SK (Turquía): 2008-2011
- Montepaschi Siena (2011-2012)
- Dinamo Sassari (Italia): (2012-2013)
- Strasbourg IG (2013-2014)

## Palmarés
- Segundo Mejor Quinteto de la Euroliga (2008)
- Liga Italiana (2004, 2008, 2012)
- Liga Turca (2009)
- FIBA EuroChallenge (2007)
- Copa Turca (2009)
- Supercopa Italiana (2005, 2008)
- Copa de Italia 2012
- Super Copa de Turquía 2009, 2010
- MVP de las Finales de la BSL (2009)